# Бухалніца (Нямц)
Бухалніца (рум. Buhalnița) — село у повіті Нямц в Румунії. Входить до складу комуни Хангу.
Село розташоване на відстані 287 км на північ від Бухареста, 23 км на північний захід від П'ятра-Нямца, 114 км на захід від Ясс.

## Населення
За даними перепису населення 2002 року у селі проживали 843 особи, усі — румуни. Рідною мовою 842 особи (99,9%) назвали румунську.